# Lucky Thompson

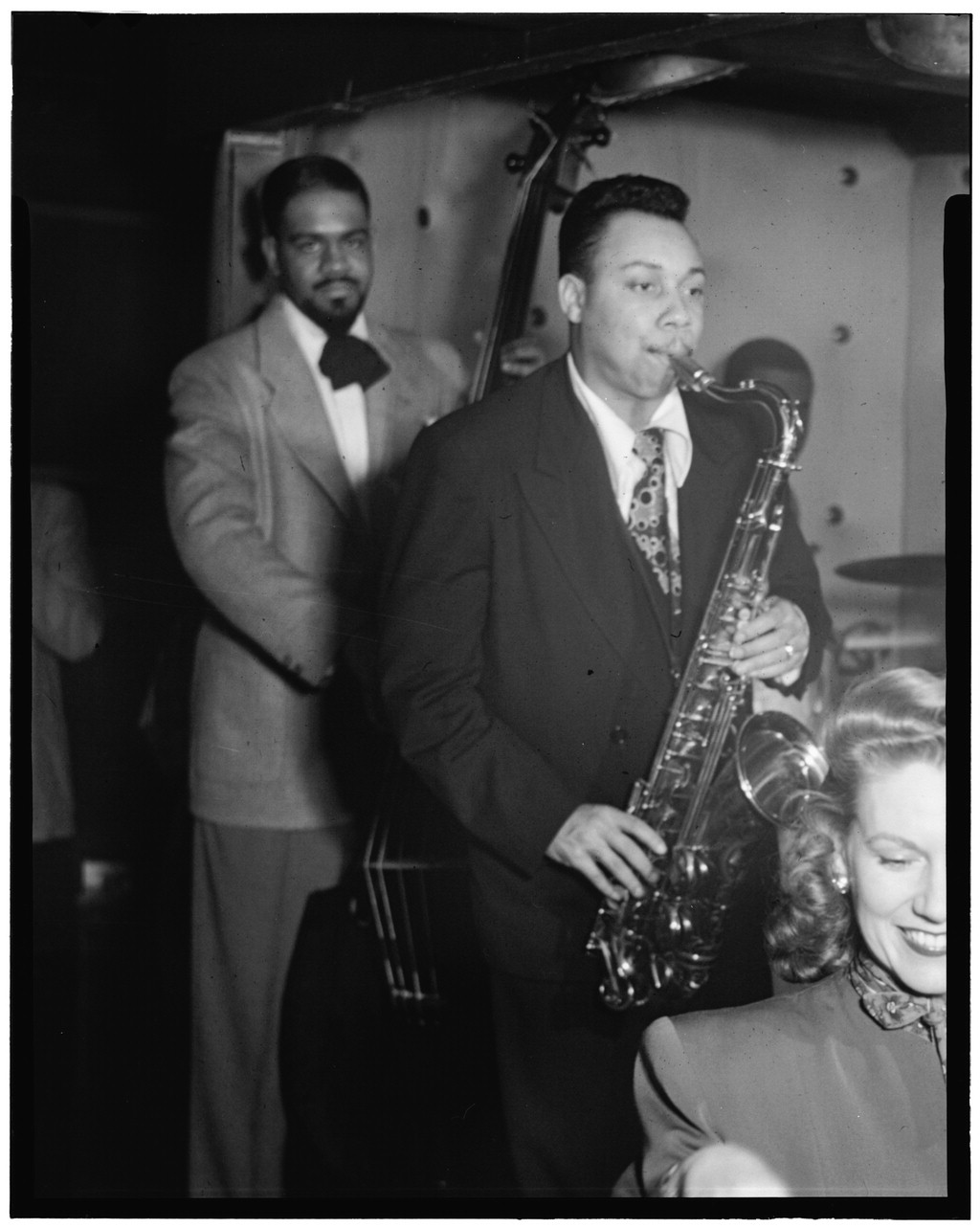
Lucky Thompson met bassist Al McKibbon (links) en Hilda Taylor, rechts onderin (foto: William Gottlieb).

Eli 'Lucky' Thompson (Columbia (South Carolina), 16 juni 1924 - Seattle, 30 juli 2005) was een Amerikaanse jazzsaxofonist (tenorsaxofoon en sopraansaxofoon). Hij speelde met de groten in de jazz (onder andere in bebop-settings), zoals Dizzy Gillespie, Charlie Parker en Miles Davis. Hij werd beïnvloed door Coleman Hawkins, Ben Webster en Don Byas, maar had een heel eigen geluid. Hij was een belangrijke tenorsaxofonist.
Thompson groeide op in Detroits East Side. Hij wilde saxofoon spelen, maar had er geen. Hij kocht een instructie-boek voor saxofoon en leerde zichzelf muziek lezen met behulp van een bewerkte bezemsteel die een saxofoon moest voorstellen. Op zijn vijftiende kreeg hij een echte sax, studeerde acht uur per dag en speelde al snel in de stad, onder meer met altsaxofonist Ted Buckner, broer van Milt Buckner. Hij werkte kort als kapper en sloot zich aan bij de band van Erskine Hawkins, de 'Bama State Collegians, waarmee hij tot 1943 toerde. Dat jaar werd hij saxofonist bij het orkest van Lionel Hampton. Na een tournee van vier maanden kwam hij in New York terecht, waar hij speelde met bandleiders als Don Redman en Lucky Millinder. Ook had hij regelmatig gigs in de club 'Three Deuces'. Hij toerde nog kort met Hampton en kreeg daarna aan een plek in de vernieuwende bop-big band van zanger Billy Eckstine, waarin ook Charlie Parker, Dizzy Gillespie en Art Blakey speelden. In 1944 maakte hij voor het eerst plaatopnamen, met trompettist Hot Lips Page. Eind 1944 sloot hij zich aan bij de big band van Count Basie, waar hij een klein jaar zou spelen. In oktober 1945 ging hij naar Los Angeles. De volgende twee jaar speelde hij mee op talloze plaatopnames, onder meer van Dinah Washington en Boyd Raeburn. Voor een optreden in Billy Bergs club huurde Dizzy Gillespie hem in om Charlie Parker te vervangen. Met diezelfde Charlie Parker speelde Thompson op diens beroemde platenopnamen voor Dial, op 28 maart 1946.
In 1947 keerde Lucky Thompson terug naar New York. Hij speelde met eigen groepen in Savoy Ballroom, speelde voor het eerst in Europa (Nice Jazz Festival) en was 'sideman' op plaatopnamen van Thelonious Monk (1952) en Miles Davis (Walkin', 1954). In de jaren vijftig zou hij vooral op platen van anderen spelen, maar hij maakte ook verschillende albums als bandleider. In 1953 nam hij met zijn groep Lucky Seven de plaat 'Tricotism' op en een paar jaar later speelde hij op een album met Oscar Pettiford. Midden jaren vijftig werkte hij regelmatig met vibrafonist Milt Jackson (opnames voor Savoy). In 1956 verhuisde hij naar Parijs uit onvrede met de platenindustrie en toerde met band-leider Stan Kenton door Frankrijk en Amerika. Eind jaren vijftig begon hij ook sopraansaxofoon te spelen. 
In 1962 keerde hij terug naar New York en maakte vervolgens verschillende albums voor Prestige Records, begeleid door onder meer Hank Jones en Tommy Flanagan waaronder 'Lucky Strikes', waarschijnlijk zijn belangrijkste plaat. Eind jaren zestig leefde hij twee jaar in Lausanne, verhuisde weer naar New York en gaf in 1973 en 1974 les aan Dartmouth College. Hij maakte nog een paar platen voor het label Groove Merchant (in 1972 en 1973), maar trok zich daarna terug uit de muziek vanwege het racisme in de platenbusiness en in clubs. Begin jaren 90 verbleef hij in armoedige omstandigheden in Seattle, zonder vaste woon - of verblijfplaats en zonder saxofoon. Door hulp van anderen kwam hij uiteindelijk in een verzorgingshuis terecht. In zijn laatste jaren leed Lucky Thompson aan de ziekte van Alzheimer. 

## Discografie (selectie)
- Tricotism (met Lucky Seven), 1953
- Lucky Thompson featuring Oscar Pettiford, 1956
- Brown Rose, 1956
- Lord Lord, Am I Ever Gonna Know? (met Kenny Clarke en Martial Solal), Candid
- Happy Days, Prestige, 1963
- Lucky Thompson Plays Jerome Kern and No More, Moodsville, 1963
- Lucky Strikes (met Hank Jones, Richard Davis en Connie Kay), Prestige, 1964
- Happy Days Are Here Again, Prestige, 1965
- Lucky is Back!, Rivoli, 1965
- Kinfolks Corner, Rivoli, 1966
- Paris Blues, Concord, 2000
- Modern Jazz Group, Sunnyside, 2000
- Jazz in Paris, Sunnyside, 2001
- Home Comin', LRC, 2003